# Alaviv
Alaviv (lateinisch Alavivus, auch Alavius) war ein Herrscher der Terwingen an der unteren Donau im 4. Jahrhundert während der Regierungszeit des Ostkaisers Valens (364–378). Im Jahr 375 zerbrach mit der Ankunft der Hunnen das Terwingenreich Athanarichs auf dem Balkan. Im anschließenden Jahr, 376, führte Alaviv zusammen mit Fritigern einen Teil der Terwingen über die Donau ins sichere Römische Reich. Alavivs Terwingen zählen zu den Siegern in der Schlacht von Adrianopel am 9. August 378 und waren wesentlich an der Ethnogenese der Visigoten in den römischen Balkanprovinzen beteiligt.

## Leben
Herwig Wolfram hält es für denkbar, dass Alaviv, im Jahr 376 der oberste Herrscher der flüchtigen Terwingen, zur Familie der sogenannten älteren Balthen gehörte und Alarichs Vater war.

## Position
Alaviv und Fritigern waren gemeinsam die Anführer der verbündeten Gruppen flüchtiger Terwingen, doch war Fritigern, so Herwig Wolfram, nicht gleichrangig mit Alaviv. Erst mit Alavivs Verschwinden erscheint Fritigern in Ammianus’ Bericht von den Ereignissen als der ranghöchste Herrscher der von Ostrom aufgenommenen Terwingen.

## Donauübergang der Terwingen

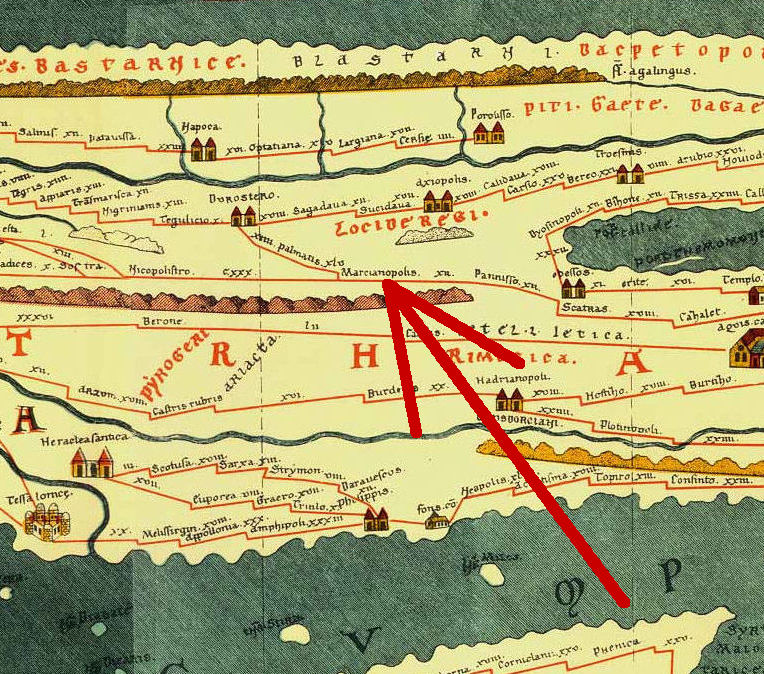
Marcianopolis auf der Tabula Peutingeriana im 4. Jh. n. Chr.

Nachdem die Hunnen das Greutungenreich Ermanarichs zerstört hatten, wandten sie sich gegen Athanarichs Terwingenreich an der unteren Donau. Athanarich wollte am Ufer des Dnjestr in gut ausgebauter Stellung den Angriff der Hunnen zurückschlagen. Um nicht durch die Hunnen überrascht zu werden, sicherte er sich durch eine starke Vorhut ab. Die Hunnen aber umgingen die Vorhut der Terwingen durch eine Kriegslist, überquerten unerwartet in der Nacht den Fluss und schlugen durch einen Angriff vor Tagesanbruch das Heer Athanarichs. Die durch Hungersnöte, innere Auseinandersetzungen (Christenverfolgung) und die Kriegszüge Valens’ bereits geschwächte Konföderation Athanarichs zerfiel. Mit deren Ende flüchteten im darauffolgenden Jahr 376 drei gotische Teilverbände vor den Hunnen nach Süden ins Römische Reich. Unter ihnen waren christlich-arianische Terwingen, die, angeführt von Alaviv und Fritigern, im Frühherbst mit Erlaubnis Valens’ über den Donaulimes der Moesia secunda kamen, um als Unterworfene (Dediticii) in dieser Provinz (heutiges Nordbulgarien) zu siedeln.

“Itaque duce Alauiuo ripas occupauere Danubii, missisque oratoribus ad Valentem, suscipi se humili prece poscebant, et quiete uicturos se pollicentes et daturos, si res flagitasset, auxilia.”

„Daher besetzten die Thervinger unter Führung des Alaviv das Ufer der Donau und schickten Gesandte zum Valens mit der demüthigen Bitte, man möge sie doch aufnehmen: sie würden sich ganz ruhig verhalten und nöthigenfalls Hülftruppen stellen.“

Athanarich und sein Gefolge zogen sich indessen zurück nach Caucalandensis locus. Ende des Jahres 380 aber war auch Athanarich gezwungen, mit seinem Gefolge auf oströmisches Gebiet zu flüchten. Damit hatte die Herrschaft der Terwingen ein Ende gefunden.
Sowohl die Terwingen als auch die Greutungen von Alatheus und Safrac, zu denen im Jahr 377 auch die Hunnen und Alanen des Farnobius stießen, erhielten Siedlungsgebiete in der Provinz Moesia secunda.

“nam postquam innumerae gentium multitudines per prouincias circumfusae pandentesque se in spatia ampla camporum, regiones omnes et cuncta oppleuere montium iuga, fides quoque uetustatis recenti documento firmata est. et primus cum Alauiuo suscipitur Fritigernus, quibus et alimenta pro tempore et subigendos agros tribui statuerat imperator.”

„Seit diese unzähligen Barbarenhorden sich in die Provinzen ergossen und mit ihrer Menge das Land bis an die Gipfel der Berge anfüllten, haben wir einen neuen Beweis für die Richtigkeit jener Angaben der Alten. Zuerst wurden Alaviv und Fritigern aufgenommen, denen zunächst Lebensmittel und dann Land zum Bebauen gegeben werden sollten.“

## Ausbruch des Gotenkriegs (376–382)
Als der römische Befehlshaber Lupicinus Truppen von der Donau abzog, um die Terwingen zu seinem Hauptquartier in Marcianopolis (heute Dewnja) zu drängen, nutzten Teile der ebenfalls vor den Hunnen geflüchteten Greutungen (gotischer Stammesverband aus dem Raum der heutigen Ukraine) die Gelegenheit, die Donau zu überqueren. Die Terwingen marschierten langsam, so dass die Greutungen aufschließen konnten. Zum offenen Aufstand kam es, als Lupicinus bei einem diplomatischen Festessen versuchte, Alaviv und Fritigern umbringen zu lassen.

„Alauiuo et Fritigerno ad conuiuium corrogatis Lupicinus ab oppidi moenibus barbaram plebem opposito milite procul arcebat introire ad comparanda uictui necessaria ut dicioni nostrae obnoxiam et concordem, per preces adsidue postulantem, ortisque maioribus iurgiis inter ha bitatores et vetitos ad usque necessitatem pugnandi est uentum. efferatique acrius barbari cum necessitudines hostiliter rapi sentirent spoliarunt interfectam militum manum.“

„Lupicin hatte Alaviv und Fritigern zum Gastmahl geladen, gleichzeitig aber Truppen aufgestellt, um die andringenden Barbaren von der Stadt abzuhalten: diese forderten in Frieden und Freundschaft, als unsere Verbündeten, Lebensmittel einkaufen zu dürfen. Zwischen ihnen, denen man das Nothwendigste versagte, und den Stadtbewohnern kam es zu Zänkereien ernsterer Art und bald sogar zum Kampf. Die Barbaren waren sehr erbittert, dass man ihnen das Unentbehrliche vorenthalten wollte, und beraubten die Leichen der gebliebenen Römer.“

Die von Lupicinus eilig zusammengezogenen Truppen wurden von den Goten besiegt. Die Goten plünderten die Gegend um Marcianopolis, griffen aus Unkenntnis der Belagerungstechniken aber weder diese Stadt noch andere befestigte Orte an. Schließlich überwanden sie das Balkangebirge und zogen gegen Adrianopolis (heute Edirne, Türkei). Die dort stationierten terwingischen Hilfstruppen schlossen sich den Aufständischen an.
Unter dem Angriff der Hunnen zerbrach im Jahr 375 Athanarichs bisherige terwingische Konföderation. Der von Alaviv und Fritigern über die Donau geführte Teil der Terwingen zählte zu den Siegern von Adrianopel am 9. August 378 und war wesentlich an der Ethnogenese der Visigoten in den römischen Balkanprovinzen beteiligt. Ende des Jahres 380 aber war auch Athanarich gezwungen, mit seinem Gefolge auf oströmisches Gebiet zu flüchten. Damit hatte die Herrschaft der Terwingen in Dakien ein Ende gefunden.